# Steironepion delicatus
Steironepion delicatus is een slakkensoort uit de familie van de Columbellidae. De wetenschappelijke naam van de soort is voor het eerst geldig gepubliceerd in 2008 door Ortea, Espinosa & Fernandez-Garcès.